# Pseudonicsara lehm
Pseudonicsara lehm är en insektsart som beskrevs av Sigfrid Ingrisch 2009. Pseudonicsara lehm ingår i släktet Pseudonicsara och familjen vårtbitare. Inga underarter finns listade i Catalogue of Life.